# Мавпячі процеси

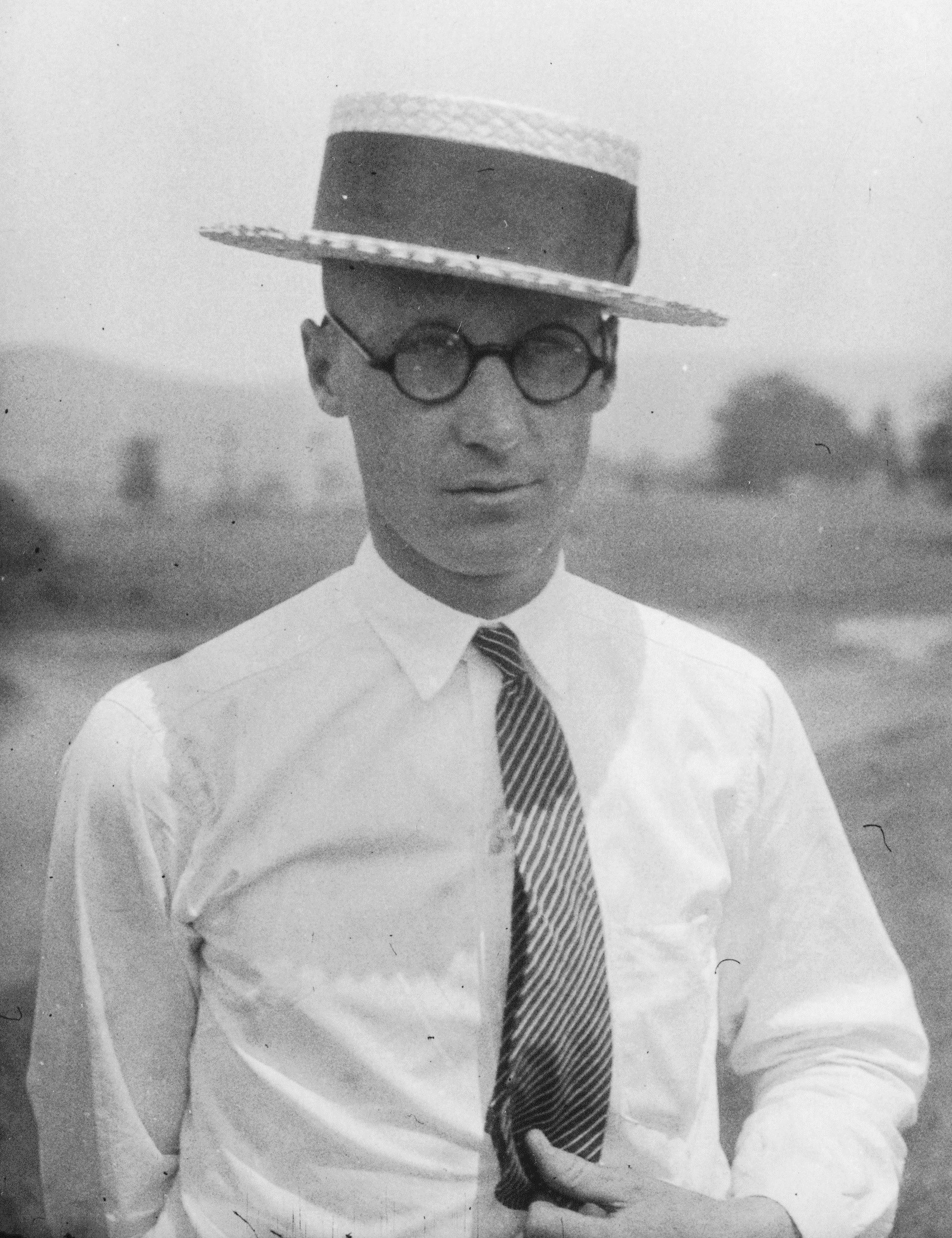
Джон Скоупс в 1925

Справа Штат Теннессі проти Джона Томаса Скоупса, більш відома як Мавпячий процес (англ. monkey trial), — судовий процес, що проходив у 1925–1926 роках в кримінальному суді штату Теннессі в місті Дейтон над шкільним вчителем з того ж міста Джоном Скоупс (1900–1970), який був звинувачений у порушенні антидарвіністського «акта Батлера».

## Перебіг процесу
Незадовго до цього в штаті Теннессі був прийнятий акт Батлера — закон, що забороняв викладати в будь-якій фінансованій штатом Теннессі освітній установі «будь-яку теорію, яка відкидає історію Божественного Створення людини, якій нас вчить Біблія, і вчить замість цього про те, що людина походить від тварин нижчого порядку». Винного чекав штраф від 100 до 500 доларів.
Бік захисту намагався поставити під сумніви законність акту Батлера і домогтися його скасування в судовому порядку. Скоупса представляла група юристів на чолі зі знаменитим адвокатом Клеренс Дерроу (англ. Clarence Darrow), які за рік до цього захищали вбивць Леопольда і Леба. На боці обвинувачення виступав юрист і політик, триразовий кандидат в президенти США Вільям Дженнінгс Браян, який був відомий як натхненник акту Батлера та інших антиеволюційних законів. Скоупс був визнаний винним 21 липня і засуджений до сплати $ 100.

## Відображення у масовій культурі
Події цього знаменитого процесу слугували основою для п'єси «Пожнеш буревій» (1955), двох однойменних голлівудських фільмів (1960, 1999) і епізоду «The Monkey Suit» (17.21) мультсеріалу «Сімпсони», а також великої кількості жартів в різних виданнях.

## Інші процеси проти еволюціонізму

### Росія
21 століттяУ 2006–2007 роках Жовтневий суд міста Санкт-Петербург розглядав кримінальний позов 15-річної школярки Марії Шрайбер та її батька Кирила Шрайбера проти міністерства освіти РФ за «порушення прав людини шляхом нав'язування теорії Дарвіна в загальноосвітніх школах».
Патріарх Московський і всієї Русі Алексій II в інтерв'ю від 29 січня 2007 заявив про «неприпустимість нав'язування школярам теорії походження людини від мавпи».
Голова Ради старійшин мусульман Свердловської області Раїс Нуріманов заявив: «Зараз все більше і більше людей розуміють, що еволюційна теорія Дарвіна — чиста утопія. Це дурість, що людина походить від мавпи».
В квітні 2006 ВЦДСД провів опитування про взаємини церкви і суспільства. За часткове або повне вилучення теорії Дарвіна з підручників виступали 20% опитаних. На питання, яка з теорій їх найбільше влаштовує, голоси респондентів розподілилися таким чином: божественна 24%, еволюційна 24%, від космічних прибульців 5%, решта взагалі вагалися відповісти.